# Vivőhullám

Modulált jel spektruma

A telekommunikációban a vivőhullám, más néven vivőjel vagy vivőfrekvencia (en.: carrier), egy szinuszos váltófeszültség, amelynek az információt hordozó jelfeszültség pillanatnyi értéke valamely tulajdonságát megváltoztatja.
A vivőhullám frekvenciájának, vagyis a vivőfrekvenciának fontos szerepe van a sávtervekben, csatornakiosztások meghatározásában, csatornafrekvenciának általában a modulálatlan vivőjel frekvenciáját adják meg.
Vivőjelet oszcillátorral lehet előállítani.
A vivőjel jelfeszültég által történő megváltoztatását modulációnak, a modulációt végző áramkört pedig modulátornak nevezzük.
Ha a moduláció a vívőjel csúcsfeszültségének változását okozza, akkor amplitúdómodulációról beszélunk, ha pedig a vivőjel frekvenciájában okoz változást, akkor frekvenciamodulációról, szögmodulációról beszélünk.
Fázismodulációnál a szinuszos vivőhullám fázisa változik a moduláló jel pillanatértékével arányosan, a referencia-fázishelyzethez képest.
Az átvitt információ jelfeszültségének visszanyerését a modulált vivőjelről demodulációnak, a demodulációt végző áramkört pedig demodulátornak nevezzük.
A vivőhullámnak a frekvenciája általában sokkal nagyobb, mint a jelé, amelyet rajta akarnak szállítani.
A vivőhullám célja, hogy információt szállítson egy közegen keresztül. A közeg általában elektromágneses hullám, de jellel modulált vivőt gyakran használnak vezetékes kommunikációban is, hogy a közös vezetéken több információt hordozó csatorna kialakítása is lehetővé váljon.
Információatvitel megvalósítható a vívőjel ki-be kapcsolgatásával. Ez történik távíróbillentyűzéskor, amikor a morzejelek ritmusában kapcsolgatjuk a vivőjelet előállító oszcillátort.
A vivőjel szaggatásával digitális információ is átvihető, de a gyakorlatban ezt nem használják, mivel gazdaságtalan, az átvitt információhoz képest túl nagy a sávszélessége.

## A vivőjel jellemzői
A vívőjel időben szinuszosan változó váltófeszültség. A jelalakja pontosan szinuszos, ha ettől a legkisebb mértékben is eltérne, akkor káros felharmonikusok keletkeznének, ami rontaná az átvitel minőségét, valamint csatornán kívüli rádiózavarokat okozna.
A modulálatlan vívőjel frekvenciája időben nem változhat. Ebből következik, hogy vivőjel előállítására minél nagyobb stabilitású oszcillátorokat kell alkalmazni.
A modulálatlan vivőjel amplitudója időben nem változhat. A vivőhullámot előállító oszcillátort stabilizált feszültséggel kell táplálni, valamint gondoskodni kell megfelelő árnyékolásáról.
A vívőjel pillanatnyi frekvenciája vagy amplitudója csak a moduláló jel függvényében változhat, attól függően, milyen modulációs eljárást használunk.